# Emil Hołowkiewicz
Emil Hołowkiewicz (ur. 12 kwietnia 1839 we wsi Łukawica Górna w powiecie stryjskim, zm. 9 lutego 1892 we Lwowie) – polski leśnik, urzędnik państwowy służby leśnej w Galicji. Był autorem licznych prac z zakresu historii leśnictwa, geografii roślin i botaniki leśnej.
Do gimnazjum uczęszczał w Samborze. W 1862 zaczął pracę w Delatynie, 7 sierpnia 1875 został c. k. komisarzem inspekcji leśnej. W 1877 opublikował pracę "Flora leśna i przemysł drzewny w Galicyi".